# Coronel Ezequiel
Coronel Ezequiel är en kommun i Brasilien.   Den ligger i delstaten Rio Grande do Norte, i den östra delen av landet, 1 700 km nordost om huvudstaden Brasília. Antalet invånare är 5 405.
Omgivningarna runt Coronel Ezequiel är huvudsakligen savann. Runt Coronel Ezequiel är det ganska glesbefolkat, med 25 invånare per kvadratkilometer.